# タカサブロウ
タカサブロウ（高三郎、学名: Eclipta thermalis）は、キク科タカサブロウ属の一年草。水田雑草として多く見られ、その他湿気の多い土地に生える。花が円盤状で周囲を舌状花が縁取り、果実には綿毛がなく、碁盤の目状に平面に並ぶ様子など、小さいヒマワリを思わせる形態をしている。
タカサブロウという和名の語源については諸説あるが、不明。別名はモトタカサブロウ。

## 形態・生態
高さは数10cm。茎はやや柔らかく、節ごとに葉を対生する。折ると傷口がすぐ黒くなり、筆のように書く事が出来る。
葉は楕円形で、時にごく粗い鋸歯があり、柔らかいがやや厚みがある。粗い毛があって表面はざらつく。
頭花は夏に咲き、径1cmほどで、その割に高さがない円盤状。外周の舌状花は白く、内側の筒状花は黄緑色。
果実（痩果）は3-4稜形で、両側に翼がある。

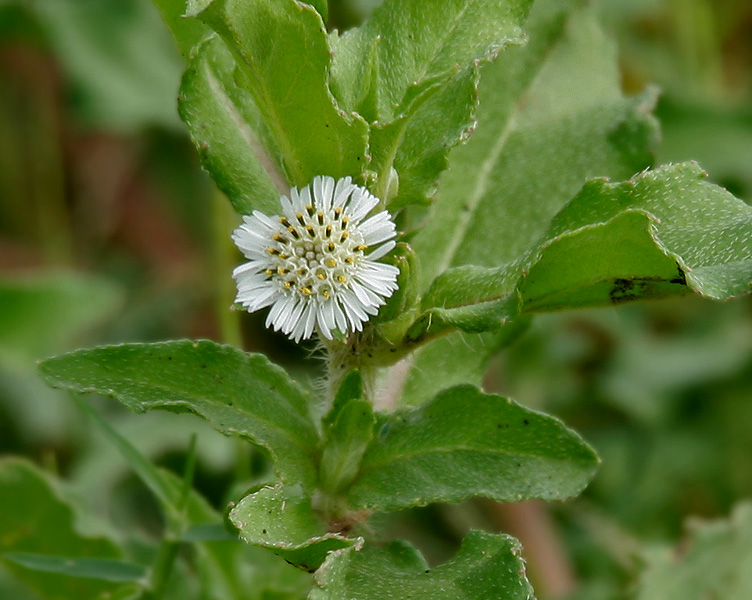
頭花
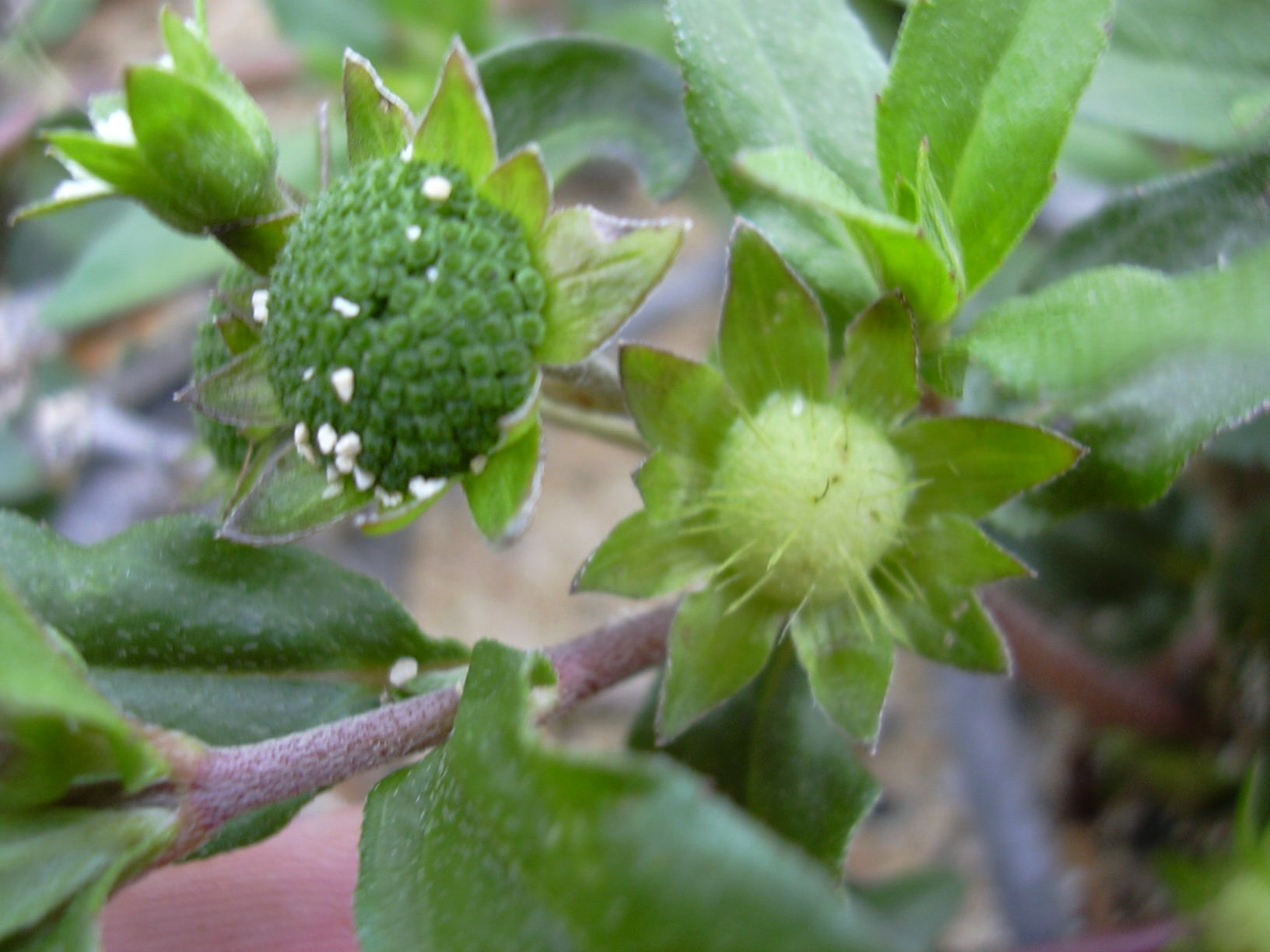
若い果実

## 分布
日本の本州（主に青森県深浦町）以南、朝鮮半島、中国、東南アジア、南アジアに広く分布する。日本のものは史前帰化植物ともいわれる。

## 人間との関わり
「旱蓮草（カンレンソウ）」の名で漢方に用いられる。また、インドのアーユルヴェーダでも用いられる。

## タカサブロウ属
タカサブロウ属（タカサブロウぞく、学名: Eclipta）は、キク科の属の一つ。
- アメリカタカサブロウ Eclipta alba - 南米原産。現在、日本で多い帰化植物である。かつてタカサブロウと同種とされていたが、果実に翼がない、茎が直立せず基部が這う、葉が細いなどの違いがあり、別種とされている[1][2][6]。
- タカサブロウ Eclipta thermalis
- Eclipta prostrata
- オニタカサブロウ Eclipta zippeliana

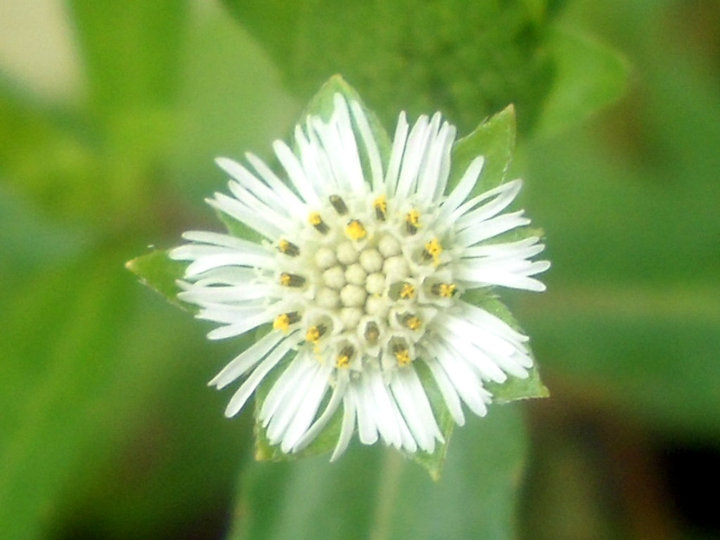
アメリカタカサブロウ